# Calanque

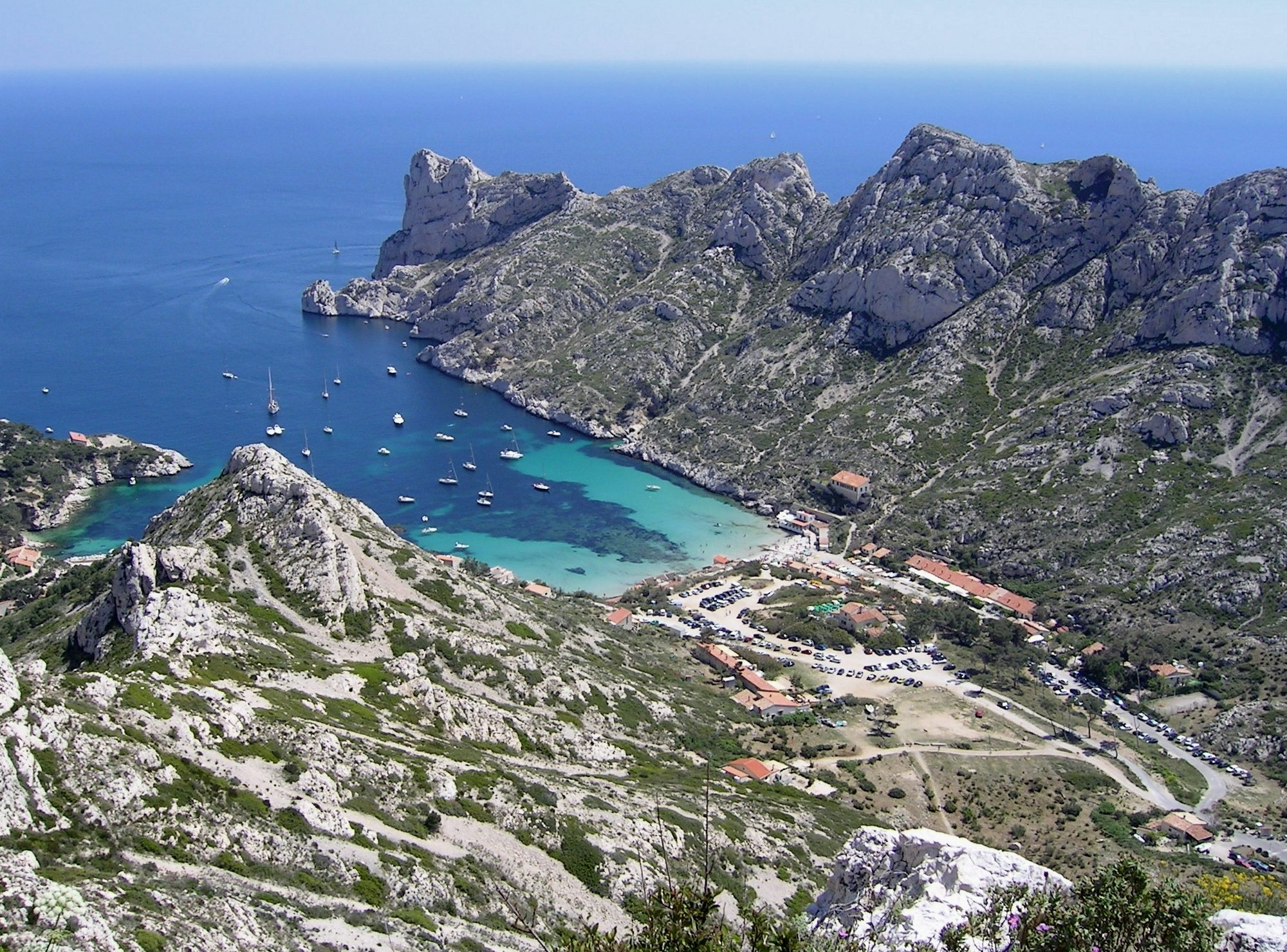
, perto de Marselha

Uma calanque (em francês: calanque; em catalão: cala, em occitano e corso: calanca) é um acidente geográfico encontrado no mar Mediterrâneo, que se apresenta sob a forma de uma angra, enseada ou baía com lados escarpados, composta por estratos de calcário, dolomita ou outros minerais carbonatos. É um vale escarpado formado em zonas cársticas devido a erosão fluvial ou ao colapso do teto de uma caverna, que subsequentemente foi parcialmente submergido pela subida do nível do mar.
As calanques mais famosas localizam-se na costa a sudeste de Marselha, tendo sido na sua maioria declaradas parque nacional em abril de 2012, juntamente com os arquipélagos do Frioul e de Riou.